# أيج أوف إمبايرز 4
أيج أوف إمبايرز 4 (بالإنجليزية: Age of Empires IV)‏ هي لعبة فيديو إستراتيجية طورتها ريليك إنترتينمنت وورلدز إيدج ونشرتها إكس بوكس غيم ستوديوز. تعتبر اللعبة الجزء الرابع من سلسلة أيج أوف إمبايرز. أعلنت مايكروسوفت في معرض الترفيه الإلكتروني 2021، أن اللعبة ستنزل على خدمة إكس بوكس غيم باس على الحاسوب الشخصي في 28 أكتوبر 2021.

## وصلات خارجية
- الموقع الرسمي